# Janet Blair
Janet Blair, nome artístico de Martha Jane Lafferty, (Altoona, Pensilvânia, 23 de Abril de 1921 — Santa Mônica, Califórnia, 19 de Fevereiro de 2007) foi uma atriz estadunidense.
Iniciou sua carreira atuando em um filme de 1942.  Ela abandonou as filmagens anos depois, quando o estúdio a demitiu, a
Columbia Films, por não gostar dos papéis que lhe eram oferecidos.
Seu último trabalho na televisão foi em 1991 em um episódio de Murder, She Wrote, protagonizado por Angela Lansbury.
Ela faleceu em 19 de fevereiro de 2007, aos 85 anos, devido a complicações decorrentes de uma pneumonia, no  St. John's Health Center em Santa Monica, Califórnia.

## Trabalhos

### Cinema
- Three Girls About Town (1941)
- Blondie Goes to College (1942)
- Two Yanks in Trinidad (1942)
- Broadway (1942)
- My Sister Eileen (1942)
- Something to Shout About (1943)
- Once Upon a Time (1944)
- Tonight and Every Night (1945)
- Tars and Spars (1946)
- Gallant Journey (1946)
- The Fabulous Dorseys (1947)
- I Love Trouble (1948)
- The Fuller Brush Man (1948)
- The Black Arrow (1948)
- Public Pigeon No. One (1957)
- Night of the Eagle (1962)
- Boys' Night Out (1962)
- The One and Only, Genuine, Original Family Band (1968)
- Won Ton Ton, the Dog Who Saved Hollywood (1976)

### Televisão
- The Ford Theatre Hour (1948)
- The Chevrolet Tele-Theatre (1949)
- The Philco Television Playhouse (1949)
- Armstrong Circle Theatre (1954)
- The Elgin Hour (1954)
- The United States Steel Hour (1954)
- A Connecticut Yankee (1955, TV)
- Goodyear Television Playhouse (1955)
- Lux Video Theatre (1955)
- Climax! (1955)
- Front Row Center (1955)
- One Touch of Venus (1955, TV)
- Ford Television Theatre (1956)
- Screen Directors Playhouse (1956)
- Caesar's Hour (1956-1957)
- Alcoa Theatre (1958)
- Around the World with Nellie Bly (1960 TV movie)
- The Chevy Mystery Show (1960)
- Shirley Temple's Storybook (1960)
- The Chevy Show (1960-1961)
- The Outer Limits (1963)
- Bob Hope Presents the Chrysler Theatre (1964)
- Destry (1964)
- Burke's Law (1963-1964)
- Ben Casey (1966)
- Marcus Welby, M.D. (1970-1973)
- The Smith Family (1971)
- Switch (1977)
- Fantasy Island (1980)
- The Love Boat (1982)
- Murder, She Wrote (1991)